# De 500 a 500.000
De 500 a 999,99 fue un concurso de Televisión española, patrocinado por Movierecord y emitido los jueves al filo de la media noche en la temporada 1962-1963.

## Mecánica
El espacio responde a la fórmula de Quiz show, en el que el concursante debe responder preguntas sobre un tema de su elección. A lo largo de tres fases, con varias preguntas en cada una, por cada respuesta el concursante va aumentando la cantidad objeto de premio, hasta alcanzar, tras 16 preguntas acertadas, el mayor premio de 500.000 pesetas. Dispone de medio minuto (en la primera fase) y un minuto (en la segunda y tercera) para contestar.

## Temas
A lo largo de su emisión, los temas elegidos por los concursantes abarcaron desde la literatura (Lope de Vega) a la música (Beethoven), pasando por la historia (María Antonieta, Napoleón Bonaparte).

## Presentación
La presentación corrió a cargo del entonces popular José Luis Pécker, asistido por Isabel Bauzá y Carmina Alonso.